# Daniel Samohin
Daniel Samohin (en hebreo: דניאל סמוכין; Tel Aviv, 12 de marzo de 1998) es un patinador artístico sobre hielo israelí. Ganador del Campeonato del Mundo Júnior de 2016. Medallista de oro del International Classic de Estados Unidos en 2015. Representó a su país en los Juegos Olímpicos de Pyeongchang 2018.

## Vida personal
Nació en Tel Aviv, Israel. Su madre Irina es una retirada gimnasta rítmica y su padre Igor Samohin compitió como patinador en la modalidad de parejas, además fue entrenador del equipo nacional de Israel desde 1990. Tiene un hermano llamado Stanislav, también es patinador artístico.

## Carrera
Samohin comenzó a patinar en el año 2003, su padre es desde entonces su entrenador y su madre es la encargada junto a Nikolai Morozov de hacer la coreografía de sus programas. Tuvo su debut internacional en la prueba de Grand Prix Júnior de México en 2013, en dicha prueba se ubicó en sexto lugar con su programa corto y obtuvo el tercer lugar en el libre, ganó la medalla de bronce. Terminó en cuarto lugar en la prueba de Grand Prix Júnior de República Checa y finalizó en el lugar 12 del Campeonato del Mundo Júnior de 2014. En la serie del Grand Prix Júnior de 2014, obtuvo el octavo lugar en la prueba de Eslovenia y el lugar 16 en la prueba de Croacia. En septiembre de 2014 debutó en nivel sénior en el Trofeo Nebelhorn de la Challenger Series de la ISU. Ganó la medalla de plat en el Trofeo Tallin y finalizó en el octavo lugar en el Campeonato del Mundo Júnior de 2015. Abandonó la Copa de China de 2015 de la serie del Grand Prix. Se ubicó en el quinto lugar en el Skate Canada de 2016 y en octavo lugar en la Copa de China de 2016. Ganó la medalla de plata en el Golden Spin de Zagreb de 2016, con un primer lugar en su programa corto y séptimo en el programa libre. Finalizó en el sexto lugar en el Campeonato del Mundo Júnior de 2017, celebrado en Taiwán.
Con la medalla de plata obtenida en el evento del Grand Prix Júnior en Logroño, España, el patinador calificó a la final y logró terminar en quinto lugar. En el Campeonato de Europa se ubicó en el séptimo lugar. Ganó la medalla de oro del Campeonato del Mundo Júnior celebrado en Hungría. Samohin abandonó la prueba del Skate America de 2017 tras sufrir una dislocación en su hombro izquierdo.
Con 19 de edad, Samohin representó a su país en los Juegos Olímpicos de Pyeongchang 2018, finalizó en el lugar 13 con una nueva marca personal de 170.75 en su programa libre. Finalizó con el lugar 20 el Campeonato del Mundo tras lograr ubicarse en el lugar 20 con su programa corto y el 18 con su programa libre.

### Programas
|           | Programa corto                                                | Programa libre                                                | Exhibición                           |
| --------- | ------------------------------------------------------------- | ------------------------------------------------------------- | ------------------------------------ |
| 2018-2019 | Senza Parole de Il Divo                                       | Once upon a time in Mexico (banda sonora) de Robert Rodriguez |                                      |
| 2017-2018 | L'Immensità de Il Volo It's a Man's Man's Man's World de Seal | Two Angels de S. Erdenko                                      | Tennessee Whiskey de Chris Stapleton |
| 2016–2017 | Delilah de Tom Jones                                          | The Illusionist de Maxime Rodriguez                           | Crazy Santa                          |
| 2015–2016 | Still Loving You de The Scorpions                             | Sherlock Holmes de Hans Zimmer                                |                                      |
| 2014–2015 | Still Loving You de The Scorpions                             | Once Upon a Time in Mexico de Robert Rodriguez                |                                      |
| 2013–2014 | Road of the Gypsies de Nikolai Erdenko                        | Hip Hop Tango de DJ                                           |                                      |

### Resultados detallados

#### Nivel sénior
- Las mejores marcas personales aparecen en negrita
- WD=evento abandonado

| Temporada 2018-2019         |                                                              |                |                |           |
| Fecha                       | Evento                                                       | Programa corto | Programa libre | Total     |
| 18–24 de marzo de 2019      | Campeonato Mundial de Patinaje Artístico sobre Hielo de 2019 | 15 82.00       | 24 123.28      | 24 205.28 |
| 21–27 de enero de 2019      | Campeonato Europeo de Patinaje Artístico sobre Hielo de 2019 | 6 86.48        | 14 130.69      | 13 217.17 |
| 23–25 de noviembre de 2018  | Internationaux de France 2018                                | 10 72.33       | 9 133.66       | 10 205.99 |
| 26–28 de octubre de 2018    | Skate Canada International 2018                              | 5 84.90        | 9 140.99       | 8 225.89  |
| 4–7 de octubre de 2018      | CS Trofeo de Finlandia 2018                                  | WD             | WD             | WD        |
| 26–29 de septiembre de 2018 | CS Trofeo Nebelhorn 2018                                     | 4 71.60        | 6 117.43       | 6 189.04  |
| 19–22 de septiembre de 2018 | CS Trofeo Ondrej Nepela 2018                                 | 7 70.93        | 6 126.87       | 6 197.80  |

| Temporada 2017–2018                     | Temporada 2017–2018                                                | Temporada 2017–2018 | Temporada 2017–2018 | Temporada 2017–2018 |
| Fecha                                   | Evento                                                             | Programa corto      | Programa libre      | Total               |
| --------------------------------------- | ------------------------------------------------------------------ | ------------------- | ------------------- | ------------------- |
| 19–25 de marzo de 2018                  | Campeonato Mundial de patinaje 2018                                | 20 72.78            | 18 141.23           | 20 214.01           |
| 16–17 de febrero de 2018                | 2018 Winter Olympics Juegos Olímpicos de invierno Pyeongchang 2018 | 18 80.69            | 11 170.75           | 13 251.44           |
| 15–21 de enero de 2018                  | Campeonato Europeo de patinaje 2018                                | 26 59.18            | -                   | 26 59.18            |
| 24–26 de noviembre de 2017              | Skate America 2017                                                 | 5 82.28             | - WD                | - -                 |
| 26–29 de octubre de 2017                | Minsk-Arena Ice Star de 2017                                       | 6 72.76             | 4 146.99            | 3 219.75            |
| 20–22 de octubre de 2017                | Copa Rostelecom 2017                                               | 12 62.02            | 12 121.77           | 12 183.79           |
| 13–17 de septiembre de 2017             | International Classic de Estados Unidos 2017                       | 11 64.74            | 9 126.46            | 10 191.20           |
| Temporada 2016–2017                     |                                                                    |                     |                     |                     |
| Fecha                                   | Evento                                                             | Programa corto      | Programa libre      | Total               |
| 25–29 de enero de 2017                  | Campeonato Europeo de patinaje 2017                                | 33 50.33            | - -                 | 33 50.33            |
| 7–10 de diciembre de 2016               | CS Golden Spin de Zagreb 2016                                      | 1 82.35             | 7 143.77            | 2 226.12            |
| 18–20 de noviembre de 2016              | Copa de China 2016                                                 | 2 83.47             | 10 130.04           | 8 213.51            |
| 28–30 de octubre de 2016                | Skate Canada International 2016                                    | 5 74.62             | 7 152.91            | 5 226.53            |
| 6–10 de octubre de 2016                 | CS Trofeo de Finlandia 2016                                        | 14 52.03            | 13 108.94           | 13 160.97           |
| 29 de septiembre – 1 de octubre de 2016 | CS Clásico Internacional de Otoño 2016                             | 7 60.81             | 7 129.09            | 6 189.90            |

#### Nivel júnior
- Las mejores marcas personales aparecen en negrita

| Temporada 2016-2017                     |                                           |        |                |                |           |
| Fecha                                   | Evento                                    | Nivel  | Programa corto | Programa libre | Total     |
| 15–19 de marzo de 2017                  | Campeonato Mundial Júnior 2017            | Júnior | 16 67.00       | 2 165.63       | 6 232.63  |
| Temporada 2015-2016                     |                                           |        |                |                |           |
| Fecha                                   | Evento                                    | Nivel  | Programa corto | Programa libre | Total     |
| 14–20 de marzo de 2016                  | Campeonato Mundial Júnior 2016            | Júnior | 9 71.27        | 1 165.38       | 1 236.65  |
| 26–31 de enero de 2016                  | Campeonato Europeo de patinaje 2016       | Sénior | 5 82.73        | 8 149.35       | 7 232.08  |
| 9–13 de diciembre de 2015               | Final del Grand Prix Júnior de 2015-2016  | Júnior | 5 69.48        | 5 115.20       | 5 184.68  |
| 16–19 de octubre de 2015                | Mordovian Ornament de 2015                | Sénior | 1 79.66        | 2 155.48       | 2 235.14  |
| 30 de septiembre – 3 de octubre de 2015 | Grand Prix Júnior de España 2015          | Júnior | 2 67.96        | 1 159.23       | 2 227.19  |
| 16–20 de septiembre de 2015             | CS U.S. Classic de 2015                   | Sénior | 3 71.52        | 2 152.15       | 1 223.67  |
| 2–5 de septiembre de 2015               | Grand Prix Júnior de Estados Unidos 2015  | Júnior | 7 58.53        | 2 148.64       | 2 207.17  |
| 3–5 de agosto de 2017                   | Philadelphia Summer International de 2015 | Sénior | 3 63.41        | 1 125.36       | 1 188.77  |
| Temporada 2014-2015                     |                                           |        |                |                |           |
| Fecha                                   | Evento                                    | Nivel  | Programa corto | Programa libre | Total     |
| 2–8 de marzo de 2015                    | Campeonato Mundial Júnior 2015            | Júnior | 12 67.00       | 5 135.39       | 8 202.39  |
| 26 de enero – 1 de febrero de 2015      | Campeonato Europeo de patinaje 2015       | Sénior | 8 72.65        | 9 137.28       | 10 209.93 |
| 3–7 de diciembre de 2014                | Trofeo de Talinn 2014                     | Sénior | 2 60.40        | 2 124.54       | 2 184.94  |
| 5–9 de noviembre de 2014                | CS Abierto Volvo 2014                     | Sénior | 3 61.91        | 4 121.56       | 4 183.47  |
| 9–10 de octubre de 2014                 | Grand Prix Júnior de Croacia 2014         | Júnior | 16 50.04       | 16 95.88       | 16 145.92 |
| 24–27 de septiembre de 2014             | CS Trofeo Nebelhorn de 2014               | Sénior | 11 49.67       | 14 94.86       | 11 144.53 |